# Biathlon ai XXII Giochi olimpici invernali - 15 km partenza in linea maschile
Nel biathlon ai XXII Giochi olimpici invernali la gara della partenza in linea maschile si è disputata nella giornata del 18 febbraio nella località di Krasnaja Poljana sul comprensorio sciistico Laura.
Campione olimpico si è laureato il norvegese Emil Hegle Svendsen che ha preceduto il francese Martin Fourcade, medaglia d'argento, e il ceco Ondřej Moravec, medaglia di bronzo.
Campione olimpico uscente era il russo Evgenij Ustjugov, che aveva conquistato l'oro nella precedente edizione di Vancouver 2010 sopravanzando nell'ordine Fourcade e lo slovacco Pavol Hurajt; detentore del titolo iridato di Nové Město na Moravě 2013 era il norvegese Tarjei Bø.

## Classifica di gara
| Pos. | Atleti                   | Nazione     | Tempo   | Errori (P+P+S+S) | Distacco |
| ---- | ------------------------ | ----------- | ------- | ---------------- | -------- |
|      | Emil Hegle Svendsen      | Norvegia    | 42'29"1 | 0 (0+0+0+0)      | -        |
|      | Martin Fourcade          | Francia     | 42'29"1 | 1 (1+0+0+0)      | +0"0     |
|      | Ondřej Moravec           | Rep. Ceca   | 42'42"9 | 0 (0+0+0+0)      | +13"8    |
| 4    | Jakov Fak                | Slovenia    | 42'57"2 | 2 (0+1+1+0)      | +28"1    |
| 5    | Evgenij Garaničev        | Russia      | 43'25"3 | 3 (0+1+1+1)      | +56"2    |
| 6    | Fredrik Lindström        | Svezia      | 43'30"5 | 2 (0+1+0+1)      | +1'01"4  |
| 7    | Dominik Landertinger     | Austria     | 43'32"8 | 2 (1+0+0+1)      | +1'03"7  |
| 8    | Johannes Thingnes Bø     | Norvegia    | 43'34"2 | 1 (1+0+0+0)      | +1'05"1  |
| 9    | Brendan Green            | Canada      | 43'38"3 | 2 (1+1+0+0)      | +1'09"2  |
| 10   | Jean-Philippe Le Guellec | Canada      | 43'41"6 | 1 (0+0+0+1)      | +1'12"5  |
| 11   | Anton Šipulin            | Russia      | 43'48"2 | 3 (0+1+1+1)      | +1'19"1  |
| 12   | Björn Ferry              | Svezia      | 43'48"3 | 3 (1+1+1+0)      | +1'19"2  |
| 13   | Simon Schempp            | Germania    | 43'48"3 | 3 (2+1+0+0)      | +1'19"2  |
| 14   | Andrejs Rastorgujevs     | Lettonia    | 43'53"1 | 3 (0+1+1+1)      | +1'24"0  |
| 15   | Matej Kazár              | Slovacchia  | 44'25"6 | 2 (0+1+1+0)      | 1'56"5   |
| 16   | Simon Eder               | Austria     | 44'30"7 | 4 (1+1+1+1)      | +2'01"6  |
| 17   | Jean-Guillaume Béatrix   | Francia     | 44'34"2 | 3 (0+0+2+1)      | +2'05"1  |
| 18   | Arnd Peiffer             | Germania    | 44'35"0 | 4 (0+1+2+1)      | +2'05"9  |
| 19   | Evgenij Ustjugov         | Russia      | 44'37"3 | 3 (0+0+1+2)      | +2'08"2  |
| 20   | Dmitrij Malyško          | Russia      | 44'42"9 | 4 (1+0+3+0)      | +2'13"8  |
| 21   | Tim Burke                | Stati Uniti | 44'55"9 | 4 (2+0+2+0)      | +2'26"8  |
| 22   | Ole Einar Bjørndalen     | Norvegia    | 45'08"3 | 6 (2+0+0+4)      | +2'39"2  |
| 23   | Lowell Bailey            | Stati Uniti | 45'19"2 | 5 (2+1+1+1)      | +2'50"1  |
| 24   | Jaroslav Soukup          | Rep. Ceca   | 45'22"2 | 4 (0+1+0+3)      | +2'53"1  |
| 25   | Dominik Windisch         | Italia      | 45'28"4 | 5 (1+1+3+0)      | +2'59"3  |
| 26   | Erik Lesser              | Germania    | 45'34"2 | 4 (0+0+2+2)      | +3'05"1  |
| 27   | Christoph Sumann         | Austria     | 45'39"0 | 4 (1+2+1+0)      | +3'09"9  |
|      | Lukas Hofer              | Italia      | DNF     | 4 (2+2+0)        |          |
|      | Nathan Smith             | Canada      | DNF     | 5 (2+3)          |          |
|      | Simon Fourcade           | Francia     | DNF     | 2 (2)            |          |

Data: Domenica 16 febbraio 2014

Ora locale: 

Pista: Laura 

Legenda:
- DNS = non partito (did not start)
- DNF = prova non completata (did not finish)
- DSQ = squalificato (disqualified)
- Pos. = posizione
- P = a terra
- S = in piedi